# هال بلامنفيلد
هال بلامنفيلد (بالإنجليزية: Hal Blumenfeld)‏ هو عالم أعصاب أمريكي، ولد في 28 مارس 1962.